# Dolní Břežany
Dolní Břežany – gmina w Czechach, w powiecie Praga-Zachód, w kraju środkowoczeskim. Według danych z dnia 1 stycznia 2013 liczyła 3 181 mieszkańców.